# Vulvodinia
La vulvodinia o  vestibulitis vulvar es una molestia o un dolor crónico en la zona que rodea la abertura de la vagina (vulva) que no tiene una causa identificable y que dura tres meses como mínimo. El trastorno puede durar unos meses o años.

## Signos y síntomas
El síntoma principal de la vulvodinia es el dolor. El tipo de dolor puede ser diferente según la mujer.
La vulvodinia puede provocar sensación de ardor, quemazón, irritación o desolladuras en la vulva. Algunas mujeres también pueden tener picazón, dolor, inflamación o pulsaciones. Estos síntomas pueden aparecer al ejercer presión en la zona vulvar, como durante el sexo o al colocar un tampón. Los síntomas pueden presentarse durante el ejercicio, luego de orinar o incluso al estar sentadas o descansando.
El dolor puede pasar de un lugar a otro o presentarse siempre en el mismo lugar. Puede ser constante o intermitente.
Factores desencadenante de los síntomas son:
- Tener relaciones sexuales
- Insertar un tampón
- Usar ropa interior o pantalones ajustados
- Orinar
- Sentarse por mucho tiempo
- Ejercitarse o montar bicicleta[3]

## Causas
- Lesiones o la irritación de los nervios que rodean la región de la vulva
- Infecciones vaginales anteriores
- Alergias o piel sensible
- Cambios hormonales
- Espasmos musculares o debilidad en el suelo pélvico, que sostiene el útero, la vejiga y el intestino[1]

## Complicaciones
La vulvodinia puede causar problemas emocionales, ya que puede ser dolorosa y frustrante, y puede impedir el deseo de tener relaciones sexuales.
- Ansiedad
- Depresión
- Alteraciones del sueño
- Disfunción sexual
- Alteración de la imagen corporal
- Problemas de pareja
- Reducción de la calidad de vida[1]

## Tratamiento
Algunas opciones de tratamiento son:
- Medicamentos. Se han utilizado exitosamente los antidepresivos tricíclicos, lográndose buen control del dolor, que puede llegar hasta el 60% de los casos. También se han indicado anticonvulsivantes, tanto vía oral como tópica. Los anestésicos tópicos de liberación sostenida es otra opción. Sin embargo, se deben tener presentes los efectos adversos, especialmente los anticolinérgicos de los antidepresivos tricíclicos. La sedación y los mareos son frecuentes en el uso de anticonvulsivantes, lo que puede interferir en el tratamiento. Aunque escasas, hay investigaciones que evalúan el uso de doxepina, cromolina, nitroglicerina y capsaicina. También se utilizan infiltraciones con corticoides.[4]
- Terapia de biorretroalimentación. Esta terapia puede ayudar a reducir el dolor al enseñarte a relajar los músculos pélvicos y a controlar el modo en que el cuerpo responde a los síntomas.[5]
- Anestesia local. Los medicamentos, como el ungüento de lidocaína, pueden brindar un alivio temporal de los síntomas. El médico te puede recomendar la aplicación de lidocaína 30 minutos antes del acto sexual para reducir las molestias. El uso de un ungüento de lidocaína puede provocar que tu pareja tenga un entumecimiento temporal después del contacto sexual.[6]
- Bloqueadores nerviosos. Las mujeres que padecen dolor persistente que no responde a otros tratamientos quizá puedan beneficiarse de las inyecciones locales de bloqueadores de nervios.[5]
- Terapia para el suelo pélvico. Muchas mujeres con vulvodinia sufren tensión en los músculos del suelo pélvico, que sostiene el útero, la vejiga y el intestino. Los ejercicios para relajar esos músculos pueden ayudar a aliviar el dolor provocado por la vulvodinia.[5]
- Cirugía. En casos de vulvodinia localizada o vestibulodinia, la cirugía para eliminar el área y tejido afectados (vestibulectomía) alivia el dolor en algunas mujeres.La vestibulectomía es un tratamiento realmente efectivo, reservándose este proceder quirúrgico para aquellos casos en los que han fracasado las terapias no quirúrgicas descritas.

Existen varios procedimientos quirúrgicos:
1. Vestibuloplastia. Es la técnica más conservadora. Se realiza una incisión vertical en la parte posterior del introito y se sutura horizontalmente, con la idea de ampliar el introito.
2. Vestibulectomía parcial con ascenso vaginal. Consiste en una escisión de la porción posterior del vestíbulo vulvar con prolongación del epitelio vaginal sobre el vestíbulo.
3. Vestibulectomía total. Es el más agresivo de los procedimientos quirúrgicos. Consiste en la escisión completa del vestíbulo, el epitelio periuretral y periclitorídeo sobrante, prolongando el epitelio vaginal hasta los labios menores lateralmente y el cuerpo perineal en dirección posterior.
4. Perineoplastia.[7]